# Michael Gier
Michael Gier, švicarski veslač, * 19. julij 1967.
Skupaj z bratom Markusom je leta 1996 na Olimpijskih igrah v Atlanti osvojil zlato medaljo v lahkem dvojnem dvojcu. Skupaj sta nastopila tudi na Poletnih olimpijskih igrah 2000 v Sydney, kjer sta osvojila peto mesto.